# Chlidaspis sinensis
Chlidaspis sinensis är en insektsart som beskrevs av Tang 1977. Chlidaspis sinensis ingår i släktet Chlidaspis och familjen pansarsköldlöss. Inga underarter finns listade i Catalogue of Life.